# بيتر يورجينسن
بيتر يورجينسن (بالدنماركية: Peter Jørgensen)‏ (2 أبريل 1907 – 27 أغسطس 1992) هو ملاكم دنماركي راحل، مثّل بلاده في الألعاب الأولمبية الصيفية 1932.

## روابط خارجية
بيتر يورجينسن على موقع بوكس ريك (الإنجليزية) (registration required)
- بيتر يورجينسن على موقع أوليمبيديا (الإنجليزية)